# Канне, Патрик
Патрик Канне (фр. Patrick Kanner) — французский политик, сенатор, бывший президент Генерального совета департамента Нор и министр по делам градоустройства, молодежи и спорта. Член национального совета Социалистической партии Франции,

## Биография
Родился 29 апреля 1957 года в Лилле. Изучал общественное право в университете Лилля, в настоящее время преподает общественное право в университете Лилль III в качестве ассоциированного преподавателя.
Вступил в Социалистическую партию в 1974 году в возрасте 17 лет. В 1989 году впервые был избран в муниципальный совет Лилля и получил пост вице-мэра (в то время самый молодой вице-мэр в администрации Пьера Моруа). Переизбирался на этот пост в 1995, 2001 и 2008 годах, отвечал за реализацию глобального проекта образования города Лилль.
В марте 1998 года Патрик Канне победил экс-министра Колетт Кодаксьони на выборах в генеральный совет департамента Нор от кантона Лилль-Сюд-Вест и получил пост третьего вице-президента. В 2004 году он был переизбран в генеральный совет и стал первым вице-президентом, отвечающим за вопросы планирования развития и транспорта.
После кантональных выборов 31 марта 2011 года сменил Бернара Дерозье на посту президента Генерального совета департамента Нор. В следующем месяце стал членом исполнительного комитета Ассамблеи департаментов Франции (Assemblée des Départements de France, ADF).
С 26 августа 2014 года Патрик Канне занимает пост министра по делам градоустройства, молодежи и спорта во втором правительстве Мануэля Вальса, затем — в правительстве Бернара Казнёва. 22 сентября 2014 года ушел в отставку с поста Президента генерального Совета департамента Нор.
В марте 2015 года Патрик Канне был избран в состав Совета департамента Нор от кантона Лилль-5. После победы Эмманюэля Макрона на президентских выборах в мае 2017 года ушел в отставку вместе со всем правительством Бернара Казнёва.
В сентябре 2017 года возглавил список социалистов на выборах в Сенат Франции от департамента Нор. Этот список занял второе место с 17,69 % голосов и получил два места в Сенате, одно из которых досталось ему.
22 января 2018 года избран новым лидером социалистической фракции Сената после отставки Дидье Гийома.

## Занимаемые выборные должности
- 19.03.1989 — 05.04.2014 — вице-мэр Лилля
- 22.03.1998 — 30.03.2011 — вице-президент Генерального совета департамента Нор
- 31.03.2011 — 22.09.2014 — президент Генерального совета департамента Нор
- 26.08.2014 — 10.05.2017 — министр по делам градоустройства, молодежи и спорта во втором правительстве Мануэля Вальса
- с 29.03.2015 — член Совета департамента Нор от кантона Лилль-5
- с 01.10.2017 — сенатор Франции от департамента Нор

## Награды
- Кавалер ордена Почётного легиона (12 июля 2013 года)[2].
- Кавалер ордена «За заслуги» (14 мая 1998 года)[3].
- Орден Дружбы (16 апреля 2021 года, Армения) — за значительный вклад в укрепление и развитие армяно-французских дружественных связей[4].